# HouseBox
Jakub Váňa alias House (* 25. ledna 1993 Plzeň) je český youtuber a influencer.

## Život
Jakub Váňa se narodil 25. ledna 1993. Vystudoval střední podnikatelskou školu. Má bratra, se kterým natočil video s názvem Simulátor automechanika 01: Brácha pomocník. Dříve sdílel kancelář s youtuberem Pedrem, ale v roce 2017 se odstěhoval. 
V březnu 2025 se svěřil svým sledujícím na platformě YouTube, že mu v září 2019 byla diagnostikována rakovina varlat (konkrétně seminom), kvůli které byl nucen podstoupit operaci a chemoterapie. Tuto nemoc Jakub Váňa úspěšně překonal. V minulosti navíc úspěšně zdolal horu Kilimandžáro – nejvyšší horu Afriky.

## Tvorba
Je známý youtuber, který má k červnu 2025 více než 1 290 000 odběratelů.
Dne 23. listopadu 2011 natočil své první video na kanál MinecraftBox, kde natáčel Minecraft videa společně s Ježichem, který po několika letech skončil.
Dne 27. dubna 2016 přejmenoval kanál MinecraftBox na současný HouseBox, kde natáčí mnoho herních videí, zejména Roblox. Jeho oblíbené barvy jsou černá a červená. Rád chodí do kina a cestuje po světě. Také rád jezdí na motorce a na svém kanále má sérii MotoVlogy. Také často streamoval na Facebooku hru GTA V s modifikací FiveM. Dělá také videa kde ochutnává novinky z fastfoodů jako McDonald's, KFC, Burger King a podobně. V jednom ze svých videí jel do fastfoodu Five Guys. Většinou je dělá se svým editorem Tomášem, a kameramanem Duppym. Dříve dělával i videa kde ochutnává originální produkty (např. Coca-Cola, Oreo, Mila a další) a jejich napodobeniny (Freeway Cola, nebo třeba Jarmila.) Také se svým editorem Tomášem vařil dort podle Pejska a Kočičky. Toto video patří k jeho nejzhlédnutelnějším na jeho kanále.
V roce 2021 ho časopis Forbes umístil na desáté místo v žebříčku 10 nejlépe placených youtuberů Česka s odhadovaným ročním příjmem 4,5 mil. korun. V srpnu 2021 překonal hranici 1 milion odběratelů na svém hlavním kanále na YouTube. V roce 2023 vystupoval jako legenda českého YouTube na akci Starfest.
Dne 11. června si založil Roblox kanál, kde měl k 19. červnu 2024 více než 139 000 odběratelů. Kanál, do té doby nesoucí název House Roblox přejmenoval 12. ledna 2024 na HouseBlox.